# Mortuary enclosure
| QS Vor- und Frühgeschichte | Dieser Artikel wurde aufgrund von inhaltlichen Mängeln auf der Qualitätssicherungsseite des WikiProjekts Vor- und Frühgeschichte eingetragen. Dies geschieht, um die Qualität der Artikel aus diesem Themengebiet auf ein akzeptables Niveau zu bringen. Bitte hilf mit, die inhaltlichen Mängel dieses Artikels zu beseitigen, und beteilige dich bitte an der Diskussion! |  |

Mortuary enclosure (dt. Leicheneinhegung) ist ein Begriff der englischsprachigen Anthropologie und Archäologie für einen von einer Holz-, Stein- oder Erdbarriere umgebenen Bereich, in dem Leichen zur Exkarnation bzw. zum Vorbereiten sekundärer oder kollektiver Bestattungen platziert wurden.
Die Mortuary enclosures des britischen Neolithikums, z. B. Barford in Warwickshire, Handley Down in East Dorset, Normantown in Wiltshire, Wark on Tweed in Northumberland sowie Balfarg in Fife (Canmore nennt 25 weitere Plätze in Schottland), waren subrechteckige Wallanlagen und erhöhte Plattformen aus Stein oder Holz, mit äußeren Gräben. Es wird angenommen, dass sie zur Leichendeponierung verwendet wurden. Reste derartiger Anlagen finden sich oft unter Longbarrows.